# Elezioni generali nell'Impero ottomano del 1912
Le elezioni generali nell'Impero ottomano del 1912 si tennero nel mese di aprile. A causa dei brogli elettorali e della brutale campagna che valse alle elezioni il soprannome di Sopalı Seçimler ("Elezioni col bastone"), il Comitato di Unione e Progresso al potere ottenne 269 dei 275 seggi alla Camera dei deputati, mentre l'Unione Liberale all'opposizione (noto anche come Partito Libertà e Accordo) vinse solo sei seggi.

## Contesto storico
Le elezioni furono annunciate nel gennaio 1912, dopo che il CUP perse un'elezione suppletiva contro l'Unione a Istanbul nel dicembre 1911. Il CUP aveva sperato che le elezioni anticipate avrebbero vanificato i tentativi dell'Unione per organizzarsi meglio. La piattaforma del CUP rappresentava le tendenze centraliste, mentre l'Unione promuoveva un'agenda più decentralizzata, comprendente il sostegno all'istruzione nelle lingue locali.

## Campagna elettorale

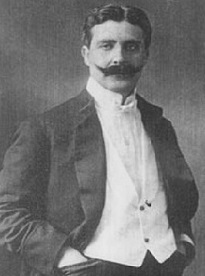
Behaeddin Shakir, membro del Comitato di Unione e Progresso

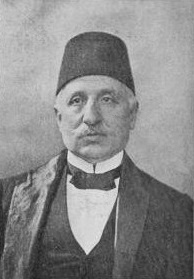
Aristidi Pasha, membro dell'Unione Liberale

Sebbene i due principali partiti in competizione alle elezioni, il Comitato di Unione e del Progresso (CUP) e l'Unione Liberale, fossero nella loro visione politica, in gran parte laici, le questioni come la devozione religiosa islamica dei loro candidati divennero argomenti sensazionalistici della campagna elettorale. Rilevando la potenziale quantità di capitale politico da guadagnare facendo appello alla religione, in ragione della maggior importanza nell'Impero del voto musulmano, entrambe le parti si accusarono costantemente l'un l'altra di vari presunti reati contro la tradizione islamica.
I membri dell'Unione accusarono i candidati del CUP di "disprezzo per i principi e i valori islamici" e di "tentativo di limitare le prerogative del sultano-califfo", nonostante il fatto che molti membri dell'Unione fossero piuttosto progressisti nelle loro vite e nei loro rapporti. In risposta, il CUP vide che la sua precedente politica di secolare ottomanismo (nazionalismo ottomano) veniva meno, e si rivolse ad una simile linea di retorica islamista come sostenuta dall'Unione per raccogliere il sostegno tra i musulmani dell'Impero. Il CUP accusò l'Unione di "indebolire l'Islam e i musulmani" cercando di separare l'ufficio del sultano ottomano dal califfato. Tale accusa, sebbene fosse quasi identica a quella mossa dall'Unione allo stesso CUP, risultò molto efficace. L'Unione rispose affermando che il CUP, nel suo precedente tentativo di emendare la costituzione, stava segretamente cercando di "denunciare" e abolire il digiuno rituale durante il mese di Ramadan e le cinque preghiere quotidiane.

## Conseguenze
Le modalità della vittoria del CUP portarono alla formazione degli Ufficiali Liberatori, il cui scopo fu quello di ripristinare il governo costituzionale. Dopo aver ottenuto il sostegno dell'esercito in Macedonia, gli ufficiali chiesero riforme del governo. Sotto pressione, il Gran Visir Mehmed Said Pasha si dimise. Il sultano Mehmed V nominò quindi un nuovo gabinetto sostenuto dagli ufficiali e dall'Intesa. Il 5 agosto 1912, Mehmed V indisse le elezioni anticipate. Tuttavia, con le elezioni in corso in ottobre, lo scoppio delle guerre balcanichene determinarono l'interruzione. Le nuove elezioni si tennero infine nel 1914.
Il CUP andò alle urne in una coalizione elettorale con la Federazione rivoluzionaria armena, ma l'alleanza si ruppe dopo che solo 10 dei suoi 23 candidati vinsero i seggi a causa della mancanza di sostegno da parte del CUP.